# Edward Steptoe
Pour les articles homonymes, voir Steptoe (homonymie).
Edward Jenner Steptoe (7 novembre 1815 - 17 avril 1865) est un officier de la United States Army qui prit part à la guerre américano-mexicaine et à plusieurs guerres indiennes. Il est principalement connu pour sa défaite à la bataille de Tohotonimme en 1858 durant la guerre des Cœurs d'Alène.

## Biographie
Edward Jenner Steptoe est né le 7 novembre 1815 près de Lynchburg en Virginie. Diplômé de l'académie militaire de West Point en 1837, il participe à la seconde guerre séminole puis à la guerre américano-mexicaine au cours de laquelle il est promu au grade de capitaine.
Il est ensuite en poste dans le territoire de l'Utah en 1854-1855 et tente d'apaiser les tensions entre les Mormons, les autres colons et les Amérindiens. Promu au grade de major en 1855, il est envoyé dans le territoire de Washington au secours d'une force du colonel George Wright durant la guerre Yakima puis est nommé commandant du fort Walla Walla. En mai 1858, il conduit une force de soldats en territoire spokane et palouse afin de parlementer avec les Amérindiens mais est défait à la bataille de Tohotonimme.
Après la bataille, sa santé se détériore et il retourne dans l'Est. Il meurt le 17 avril 1865 à Lynchburg en Virginie.